# Prix du Gouverneur général : études et essais de langue française
 (avril 2024).
Si vous disposez d'ouvrages ou d'articles de référence ou si vous connaissez des sites web de qualité traitant du thème abordé ici, merci de compléter l'article en donnant les références utiles à sa vérifiabilité et en les liant à la section « Notes et références ».
En pratique : Quelles sources sont attendues ? Comment ajouter mes sources ?
Le prix du Gouverneur général : études et essais de langue française est l'un des plus prestigieux prix littéraire au Canada. Ce prix fut décerné pour la première fois en 1959, en même temps que les autres prix de langue française.

## 1950
| Année | Auteurs              | Titres       |
| ----- | -------------------- | ------------ |
| 1959  | Félix-Antoine Savard | Le barachois |

## 1960
| Année | Auteurs              | Titres                                                                   |
| ----- | -------------------- | ------------------------------------------------------------------------ |
| 1960  | Paul Toupin          | Souvenirs pour demain                                                    |
| 1961  | Jean Le Moyne        | Convergences                                                             |
| 1962  | Gilles Marcotte      | Une littérature qui se fait                                              |
| 1963  | Gustave Lanctot      | Histoire du Canada                                                       |
| 1964  | Réjean Robidoux      | Roger Martin du Gard et la religion                                      |
| 1965  | André S. Vachon      | Le temps et l'espace dans l'œuvre de Paul Claudel                        |
| 1966  | Marcel Trudel        | Le comptoir, 1604-1627                                                   |
| 1967  | Robert-Lionel Séguin | La civilisation traditionnelle de l'Habitant aux XVIIe et XVIIIe siècles |
| 1968  | Fernand Dumont       | Le lieu de l'homme                                                       |
| 1969  | Michel Brunet        | Les Canadiens après la conquête                                          |

## 1970
| Année | Auteurs                                   | Titres                                                             |
| ----- | ----------------------------------------- | ------------------------------------------------------------------ |
| 1970  | Fernand Ouellette                         | Les actes retrouvés                                                |
| 1971  | Gérald Fortin                             | La fin d'un règne                                                  |
| 1972  | Jean Hamelin, Yves Roby                   | Histoire économique du Québec 1851-1896                            |
| 1973  | Albert Faucher                            | Québec en Amérique au XIXe siècle                                  |
| 1974  | Louise Dechêne                            | Habitants et marchands de Montréal au XVIIe siècle                 |
| 1975  | Louis-Edmond Hamelin                      | Nordicité canadienne                                               |
| 1976  | Fernand Ouellette                         | Les Bas Canada 1791-1840, changements structuraux et crise         |
| 1977  | Denis Monière                             | Le développement des idéologies au Québec des origines à nos jours |
| 1978  | François-Marc Gagnon                      | Paul-Emile Borduas : Biographie critique et analyse de l'œuvre     |
| 1979  | Dominique Clift, Sheila McLeod Arnopoulos | Le fait anglais au Québec                                          |
| 1979  | Daniel Latouche                           | Une société de l'ambiguïté                                         |
| 1979  | Pierre Nepveu                             | Les mots à l'écoute                                                |

## 1980
| Année | Auteurs                       | Titres                                                                              |
| ----- | ----------------------------- | ----------------------------------------------------------------------------------- |
| 1980  | Maurice Champagne-Gilbert     | La famille et l'homme à délivrer du pouvoir                                         |
| 1980  | Jean-Luc Hétu                 | Croissance humaine et instinct spirituel                                            |
| 1980  | Yvan Lamonde                  | La philosophie et son enseignement au Québec                                        |
| 1981  | Madeleine Ouellette-Michalska | L'échappée des discours de l'œil                                                    |
| 1981  | Maurice Cusson                | Délinquants pourquoi?                                                               |
| 1981  | Andrée Pilon-Quiviger         | L'éden éclaté                                                                       |
| 1982  | Maurice Lagueux               | Le marxisme des années soixante: une saison dans l'histoire de la pensée critique   |
| 1982  | Flore Dupriez                 | La condition féminine et les Pères de l'Église latine                               |
| 1983  | Maurice Cusson                | Le contrôle social du crime                                                         |
| 1983  | Clermont Dugas                | Les régions périphériques: défi au développement du Québec                          |
| 1983  | Jacques Michon                | Émile Nelligan: les racines du rêve                                                 |
| 1983  | François Rousseau             | L'œuvre de chère en Nouvelle-France. Le régime des malades à l'Hôtel-Dieu de Québec |
| 1984  | Jean Hamelin, Nicole Gagnon   | Le XXe Siècle: Histoire du catholicisme québécois                                   |
| 1984  | Luc Bureau                    | Entre l'Éden et l'Utopie                                                            |
| 1984  | Philippe Haeck                | La Table d'écriture: poéthique et modernité                                         |
| 1985  | François Ricard               | La littérature contre elle-même                                                     |
| 1985  | Lysiane Gagnon                | Chroniques politiques                                                               |
| 1985  | Hélène Pelletier-Baillargeon  | Marie Gérin-Lajoie                                                                  |
| 1986  | Régine Robin                  | Le réalisme socialiste: une esthétique impossible                                   |
| 1986  | Marcel Fournier               | L'entrée dans la modernité: science, culture et société au Québec                   |
| 1986  | René Major                    | De l'élection: Freud face aux idéologies américaine, allemande et soviétique        |
| 1987  | Jean Larose                   | La petite noirceur                                                                  |
| 1987  | Lise Bissonnette              | La passion du présent                                                               |
| 1987  | Marcel Trudel                 | Mémoire d'un autre siècle                                                           |
| 1988  | Patricia Smart                | Écrire dans la maison du père                                                       |
| 1988  | Jacques Desautels             | Dieux et Mythes de la Grèce ancienne                                                |
| 1988  | Lucien Parizeau               | Périples autour d'un langage                                                        |
| 1988  | Fernande Roy                  | Progrès, harmonie, liberté                                                          |
| 1989  | Lise Noël                     | L'Intolérance : une problématique générale                                          |
| 1989  | Jean Éthier-Blais             | Fragments d'une enfance                                                             |
| 1989  | Pierre Morency                | L'Œil américain                                                                     |

## 1990
| Année | Auteurs                | Titres                                                                                               |
| ----- | ---------------------- | --- |
| 1990  | Jean-François Lisée    | Dans l'œil de l'aigle                                                                                |
| 1990  | Gérard Bergeron        | Petit traité de l'État de France                                                                     |
| 1990  | Martin Blais           | L'Autre Thomas d'Aquin                                                                               |
| 1990  | Daniel Latouche        | Le Bazar                                                                                             |
| 1990  | Laurent-Michel Vacher  | L'Empire du moderne                                                                                  |
| 1991  | Bernard Arcand         | Le Jaguar et le Tamanoir                                                                             |
| 1991  | Betty Bednarski        | Autour de Ferron : littérature, traduction, altérité                                                 |
| 1991  | Guy Bourgeault         | L'Éthique et le droit : face aux nouvelles technologies biomédicales                                 |
| 1991  | Jacques Jaffelin       | Le Promeneur d'Einstein                                                                              |
| 1991  | Robert Major           | Jean Rivard ou l'art de réussir: idéologies et utopie dans l'œuvre d'Antoine Gérin-Lajoie            |
| 1992  | Pierre Turgeon         | La Radissonie : Le pays de la baie James                                                             |
| 1992  | Gilles Boileau         | Le silence des Messieurs. Oka, terre indienne                                                        |
| 1992  | Jean Marcel            | Pensées, passions et proses                                                                          |
| 1992  | Pierre Morency         | Lumière des oiseaux                                                                                  |
| 1992  | Louis Sabourin         | Passion d'être, désir d'avoir                                                                        |
| 1993  | François Paré          | Les Littératures de l'exiguïté                                                                       |
| 1993  | Léon Dion              | Québec 1945–2000 : Les intellectuels et le temps de Duplessis                                        |
| 1993  | Maurice Lemire         | Formation de l'imaginaire littéraire au Québec 1764–1867                                             |
| 1993  | Jean Terrasse          | De Mentor à Orphée                                                                                   |
| 1993  | Andrée Yanacopoulo     | Hans Selye ou la Cathédrale du stress                                                                |
| 1994  | Chantal Saint-Jarre    | Du sida                                                                                              |
| 1994  | Fernand Dumont         | Genèse de la société québécoise                                                                      |
| 1994  | Jean Lamarre           | Le devenir de la nation québécoise                                                                   |
| 1994  | Ginette Pelland        | La peur des mots                                                                                     |
| 1994  | Georges E. Sioui       | Les Wendats : une civilisation méconnue                                                              |
| 1995  | Yvan Lamonde           | Louis-Antoine Dessaulles : Un seigneur libéral et anticlérical                                       |
| 1995  | Hélène-Andrée Bizier   | Le Noir et le Rouge                                                                                  |
| 1995  | Jean Boivin            | La Classe de Messiaen                                                                                |
| 1995  | Marcel Fournier        | Marcel Mauss                                                                                         |
| 1995  | Daniel Latouche        | Plaidoyer pour le Québec                                                                             |
| 1996  | Michel Freitag         | Le Naufrage de l'université: et autres essais d'épistémologie politique                              |
| 1996  | Gérard Bouchard        | Quelques arpents d'Amérique – Population, économie, famille au Saguenay 1838–1971                    |
| 1996  | Gilles Lapointe        | L'Envol des signes – Borduas et ses lettres                                                          |
| 1996  | Benoît Melançon        | Diderot épistolier – Contribution à une poétique de la lettre familière au XVIIIe siècle             |
| 1996  | Denis Vaugeois         | La Fin des alliances franco-indiennes – Enquête sur un sauf-conduit de 1760 devenu un traité en 1990 |
| 1997  | Roland Viau            | Enfants du néant et mangeurs d'âmes: Guerre, culture et société en Iroquoisie ancienne               |
| 1997  | Fernand Dumont         | Une foi partagée                                                                                     |
| 1997  | Yolande Geadah         | Femmes voilées, intégrismes démasqués                                                                |
| 1997  | Alain Bernard Marchand | Tintin au pays de la ferveur                                                                         |
| 1997  | François Ricard        | Gabrielle Roy – Une vie                                                                              |
| 1998  | Pierre Nepveu          | Intérieurs du Nouveau Monde : Essais sur les littératures du Québec et des Amériques                 |
| 1998  | Chantal Bouchard       | La Langue et le Nombril : Histoire d'une obsession québécoise                                        |
| 1998  | Marcel Olscamp         | Le Fils du notaire Jacques Ferron 1921-1949 : Genèse intellectuelle d'un écrivain                    |
| 1998  | Régine Robin           | Le Golem de l'écriture : De l'autofiction au Cybersoi                                                |
| 1998  | Patricia Smart         | Les Femmes du Refus global                                                                           |
| 1999  | Pierre Perrault        | Le Mal du Nord                                                                                       |
| 1999  | Anne Élaine Cliche     | Dire le livre                                                                                        |
| 1999  | Jean-Claude Dubé       | Le Chevalier de Montmagny: Premier gouverneur de la Nouvelle-France                                  |
| 1999  | François-Marc Gagnon   | Chronique du mouvement automatiste québécois 1941-1954                                               |
| 1999  | Daniel Jacques         | Nationalité et Modernité                                                                             |

## 2000
| Année | Auteurs                     | Titres |
| ----- | --------------------------- | --- |
| 2000  | Gérard Bouchard             | Genèse des nations et cultures du Nouveau Monde |
| 2000  | Brian T. Fitch              | À l'ombre de la littérature |
| 2000  | Olga Hazan                  | Le mythe du progrès artistique |
| 2000  | Yves Lavertu                | Jean-Charles Harvey |
| 2000  | Robert Major                | Convoyages |
| 2001  | Renée Dupuis                | Quel Canada pour les Autochtones? La fin de l'exclusion |
| 2001  | Jacques Allard              | Le roman du Québec: Histoire, perspectives, lectures |
| 2001  | Michel Biron                | L'absence du maître : Saint-Denys Garneau, Ferron, Ducharme                                                                                                   |
| 2001  | Madeleine Gagnon            | Les Femmes et la guerre, |
| 2001  | Jacques B. Gélinas          | La globalisation du monde: laisser faire ou faire? |
| 2002  | Judith Lavoie               | Mark Twain et la parole noire |
| 2002  | Claude Lévesque             | Par-delà le masculin et le féminin |
| 2002  | Lucie K. Morriset           | La mémoire du paysage — Histoire de la forme urbain d'un centre-ville: Saint-Roch, Québec                                                                     |
| 2002  | Élisabeth Nardout-Lafarge   | Réjean Ducharme: Une poétique du débris |
| 2002  | Émile Ollivier              | Repérages |
| 2003  | Thierry Hentsch             | Raconter et mourir : aux sources narratives de l’imaginaire occidental                                                                                        |
| 2003  | Michel Morin                | Vertige! et autres essais a-politiques |
| 2003  | Louise Prescott             | Le complexe d’Ulysse : signifiance et micropolitique dans la pratique de l’art                                                                                |
| 2003  | François Ricard             | Le dernier après-midi d’Agnès: essai sur l’œuvre de Milan Kundera                                                                                             |
| 2003  | Régine Robin                | La mémoire saturée |
| 2004  | Jean-Jacques Simard         | La Réduction: l’Autochtone inventé et les Amérindiens d’aujourd’hui                                                                                           |
| 2004  | Jean-Marie Fecteau          | La liberté du pauvre : crime et pauvreté au XIXe siècle québécois                                                                                             |
| 2004  | Brian T. Fitch              | Le langage de la pensée et l’écriture : Humboldt, Valéry, Beckett                                                                                             |
| 2004  | Yvan Lamonde                | Histoire sociale des idées au Québec (1896–1929) |
| 2004  | Roseline Tremblay           | L’écrivain imaginaire: essai sur le roman québécois, 1960–1995                                                                                                |
| 2005  | Michel Bock                 | Quand la nation débordait les frontières: les minorités françaises dans la pensée de Lionel Groulx                                                            |
| 2005  | Paul Bleteau, Mario Poirier | Le vagabond stoïque: Louis Hémon |
| 2005  | Gilles Dostaler             | Keynes et ses combats |
| 2005  | Éric Méchoulan              | Le livre avalé: de la littérature entre mémoire et culture (XVIe – XVIIIe siècle)                                                                             |
| 2005  | Sébastien Vincent           | Laissés dans l’ombre: les Québécois engagés volontaires de 39-45 (ou quatorze Québécois racontent leur participation volontaire à la Seconde Guerre mondiale) |
| 2006  | Pierre Ouellet              | À force de voir: histoire de regards |
| 2006  | Marie-Françoise Guédon      | Le rêve et la forêt: histoires de chamanes nabesna |
| 2006  | Thierry Hentsch             | Le temps aboli: l’Occident et ses grands récits |
| 2006  | Michaël La Chance           | Paroxysmes: la parole hyperbolique |
| 2006  | Catherine Mavrikakis        | Condamner à mort: les meurtres et la loi à l’écran |
| 2007  | Annette Hayward             | La querelle du régionalisme au Québec (1904–1931): Vers l’autonomisation de la littérature québécoise                                                         |
| 2007  | Roland Bourneuf             | Pierres de touche |
| 2007  | Denise Brassard             | Le souffle du passage: Poésie et essai chez Fernand Ouellette                                                                                                 |
| 2007  | André Cellard               | Une toupie sur la tête: Visages de la folie à Saint-Jean-de-Dieu                                                                                              |
| 2007  | Michel Cormier              | La Russie des illusions: Regard d’un correspondent |
| 2008  | Pierre Ouellet              | Hors-temps: poétique de la posthistoire |
| 2008  | Adèle Lauzon                | Pas si tranquille |
| 2008  | Georges Leroux              | Partita pour Glenn Gould: musique et forme de vie |
| 2008  | André Major                 | L’esprit vagabond |
| 2008  | Louise Warren               | La forme et le deuil: archives du lac |
| 2009  | Nicole V. Champeau          | Pointe Maligne: l'infiniment oubliée |
| 2009  | Djemila Benhabib            | Ma vie à contre-Coran: une femme témoigne sur les islamistes                                                                                                  |
| 2009  | Claude Fournier             | À force de vivre: mémoires |
| 2009  | Céline Lafontaine           | La société postmortelle: la mort, l'individu et le lien social à l'ère des communications                                                                     |
| 2009  | Charles Le Blanc            | Le complexe d'Hermès: regards philosophiques sur la traduction                                                                                                |

## 2010
| Année | Auteurs                                           | Titres |
| ----- | ------------------------------------------------- | --- |
| 2010  | Michel Lavoie                                     | C’est ma seigneurie que je réclame : la lutte des Hurons de Lorette pour la seigneurie de Sillery, 1650-1900 |
| 2010  | René-Daniel Dubois                                | Morceaux : entretiens sur l’écho du monde, l’imaginaire et l’écriture                                        |
| 2010  | Marie McAndrew                                    | Les majorités fragiles et l’éducation : Belgique, Catalogne, Irlande du Nord, Québec                         |
| 2010  | Pierre Ouellet                                    | Où suis-je ? Paroles des égarés                                                                              |
| 2010  | Yvon Rivard                                       | Une idée simple                                                                                              |
| 2011  | Georges Leroux                                    | Wanderer : essai sur le Voyage d’hiver de Franz Schubert                                                     |
| 2011  | Karine Cellard                                    | Leçons de littérature : un siècle de manuels scolaires au Québec                                             |
| 2011  | Henri Dorion, Jean-Paul Lacasse                   | Le Québec : territoire incertain                                                                             |
| 2011  | Catherine Leclerc                                 | Des langues en partage? Cohabitation du français et de l'anglais en littérature contemporaine                |
| 2011  | Patrick Tillard                                   | De Bartleby aux écrivains négatifs : une approche de la négation                                             |
| 2012  | Normand Chaurette                                 | Comment tuer Shakespeare                                                                                     |
| 2012  | Pierre Nepveu                                     | Gaston Miron : La vie d'un homme                                                                             |
| 2012  | Pascal Riendeau                                   | Méditation et vision de l’essai : Roland Barthes, Milan Kundera et Jacques Brault                            |
| 2012  | Yannick Roy                                       | La révélation inachevée : le personnage à l’épreuve de la vérité romanesque                                  |
| 2013  | Yvon Rivard                                       | Aimer, enseigner                                                                                             |
| 2013  | Alain Deneault                                    | Gouvernance: le management totalitaire                                                                       |
| 2013  | Jean-Jacques Pelletier                            | La fabrique de l’extrême : les pratiques ordinaires de l’excès                                               |
| 2013  | Dominique Perron                                  | L’Alberta autophage : identités, mythes et discours du pétrole dans l’Ouest canadien                         |
| 2013  | Joseph Yvon Thériault                             | Évangéline : contes d’Amérique                                                                               |
| 2014  | Gabriel Nadeau-Dubois                             | Tenir tête                                                                                                   |
| 2014  | Catherine Ferland, Dave Corriveau                 | La Corriveau: De l’histoire à la légende                                                                     |
| 2014  | Bertrand Gervais                                  | Un défaut de fabrication                                                                                     |
| 2014  | Nicolas Lévesque, Catherine Mavrikakis            | Ce que dit l’écorce                                                                                          |
| 2014  | Jean-Jacques Pelletier                            | Questions d’écriture: Réponses à des lecteurs                                                                |
| 2015  | Jean-Philippe Warren                              | Honoré Beaugrand : La plume et l'épée (1848-1906)                                                            |
| 2015  | Alain Asselin, Jacques Cayouette, Jacques Mathieu | Curieuses histoires de plantes du Canada, tome 1                                                             |
| 2015  | Ying Chen                                         | La lenteur des montagnes                                                                                     |
| 2015  | Chantal Savoie                                    | Les femmes de lettres canadiennes-françaises au tournant du XXe siècle                                       |
| 2015  | Patricia Smart                                    | De Marie de l'Incarnation à Nelly Arcan; Se dire, se faire par l'écriture intime                             |
| 2016  | Roland Viau                                       | Amerindia : essais d'ethnohistoire autochtone                                                                |
| 2016  | André Habib                                       | La main gauche de Jean-Pierre Léaud                                                                          |
| 2016  | Michel Morin                                      | Être et ne pas être                                                                                          |
| 2016  | Yvon Rivard                                       | Exercices d'amitié                                                                                           |
| 2016  | Louise Warren                                     | La vie flottante                                                                                             |
| 2017  | Serge Bouchard                                    | Les Yeux tristes de mon camion                                                                               |
| 2017  | Benoît Côté                                       | Propositions de clarté                                                                                       |
| 2017  | Daniel Grenier                                    | La solitude de l'écrivain de fond                                                                            |
| 2017  | Nicolas Lévesque                                  | Je sais trop bien ne pas exister                                                                             |
| 2017  | Ouanessa Younsi                                   | Soigner, aimer                                                                                               |
| 2018  | Frédérick Lavoie                                  | Avant l’après : voyages à Cuba avec George Orwell                                                            |
| 2018  | Pierre Anctil                                     | Histoire des juifs du Québec                                                                                 |
| 2018  | Denys Delâge, Jean-Philippe Warren                | Le piège de la liberté : les peuples autochtones dans l’engrenage des régimes coloniaux                      |
| 2018  | Gabrielle Giasson-Dulude                          | Les chants du mime : en compagnie d’Étienne Decroux                                                          |
| 2018  | Anne-Marie Saint-Cerny                            | Mégantic |
| 2019  | Anne-Marie Voisard                                | Le droit du plus fort : nos dommages, leurs intérêts                                                         |
| 2019  | Daniel Canty                                      | La Société des grands fonds                                                                                  |
| 2019  | Sarah Brunet Dragon                               | Cartographie des vivants                                                                                     |
| 2019  | Antonine Maillet                                  | Clin d'œil au Temps qui passe                                                                                |
| 2019  | Patrick Moreau                                    | La prose d'Alain Grandbois. Ou lire et relire Les voyages de Marco Polo                                      |

## 2020
| Année | Auteurs                      | Titres                                                                              | Ref |
| ----- | ---------------------------- | ----------------------------------------------------------------------------------- | --- |
| 2020  | Frédérique Bernier           | Hantises                                                                            |     |
| 2020  | Thomas Dommange              | Le rapt ontologique                                                                 |     |
| 2020  | Michaël La Chance            | Une épine empourprée                                                                |     |
| 2020  | Guylaine Massoutre           | Nous sommes le soleil                                                               |     |
| 2020  | Stanley Péan                 | De préférence la nuit                                                               |     |
| 2021  | Serge Bouchard, Mark Fortier | Du diesel dans les veines                                                           |     |
| 2021  | Mathieu Bélisle              | LʼEmpire invisible                                                                  |     |
| 2021  | Isabelle Daunais             | La Vie au long cours                                                                |     |
| 2021  | Esther Laforce               | Occuper les distances                                                               |     |
| 2021  | Robert Lalonde               | La Reconstruction du paradis                                                        |     |
| 2022  | Sylveline Bourion            | La Voie romaine                                                                     |     |
| 2022  | Jean-François Beauchemin     | La source et le roseau                                                              |     |
| 2022  | Clément de Gaulejac          | Tu vois ce que je veux dire? Illustrations, métaphores et autres images qui parlent |     |
| 2022  | Marie-Pier Lafontaine        | Armer la rage : Pour une littérature de combat                                      |     |
| 2022  | Marie-Hélène Voyer           | Lʼhabitude des ruines : Le sacre de lʼoubli et de la laideur au Québec              |     |
| 2023  | Philippe Bernier Arcand      | Faux rebelles : Les dérives du politiquement incorrect                              |     |
| 2023  | Frédéric Bérard              | Jʼaccuse les tortionnaires dʼOmar Khadr                                             |     |
| 2023  | Dahlia Namian                | La société de provocation                                                           |     |
| 2023  | Martine Béland               | Mégaptère                                                                           |     |
| 2023  | Francis Dupuis-Déri          | Panique à l'Université                                                              |     |

## Lien
- Bibliothèque d'Ottawa : les gagnants et finalistes par année

- Site officiel du prix (en) :